# Jonathan Goforth
Jonathan Goforth (em chinês:  顧約拿單, 10 de fevereiro de 1859 – 8 de outubro de 1936) foi o primeiro missionário canadense, membro da Igreja Presbiteriana no Canadá, enviado à China pela Missão Presbiteriana Canadense, com sua esposa, Rosalind Goforth. Jonathan Goforth tornou-se o mais notável missionário propagador da fé cristã no começo do século XX na China e ajudou a estabelecer o avivamento como o principal elemento da missão protestante nesse país.
De origem humilde  e criado numa fazenda canadense, Goforth cresceu num condado do estado de Oxford, Ontário, sendo o sétimo de onze irmãos. Jonathan não tinha ideia de que iria passar a maior parte de sua vida enfrentando perigos, desastres e doenças ao compartilhar a mensagem evangélica com povo chinês. Fazendo da China a sua casa, os Goforths abriram suas portas para mais de cinco mil visitantes por mês, zelando para que todos eles ouvissem a mensagem do evangelho. Em seus quase 50 anos de serviços prestados a essa nação, ele deixaria para trás um legado de muitos milhares de cristãos chineses.

## Juventude e origens
O jovem Goforth, no tempo de estudante no ginásio, almejava a carreira jurídica, até que, certo dia,  através da leitura da biografia do pregador Robert Muray McCheyne, afirmou, segundo seu relato pessoal, sentir-se, instantaneamente, movido de forma espiritualmente sobrenatural a rever seus conceitos cristãos. Não somente desvaneceram-se para sempre todas as suas visões de ambição secular como também, a partir de então, passou a dedicar toda a sua vida ao evangelismo. Nesse tempo, lera vorazmente os livros: "Os Discursos de Spurgeon"; "Os Melhores Sermões de Spurgeon"; "Graça Abundante" (John Bunyan); e "O Descanso dos Santos" (Richard Baxter). A Bíblia, contudo, era o seu livro predileto, e costumava levantar-se duas horas mais cedo para estudá-la, antes de se ocupar em qualquer outro serviço do dia.
Ao ouvir o discurso de seu companheiro em Oxford, o senhor George Leslie Mackay, missionário Presbiteriano em Taiwan, Jonathan afirmou ter entendido que "Deus o chamava para o trabalho missionário na China". Assim, crendo nisso, pôs em prática essa convicção pessoal.
Estudou na Universidade de Toronto e no Knox College, onde graduou-se em 1887, e onde, posteriormente, foi laureado com seu Doutorado em Divindade em 1915. Durante seus estudos, Goforth conheceu Florence Rosalind Bell-Smith na “Toronto Union Mission”. Ela havia nascido em Londres, Inglaterra, mas foi criada em Montreal, Canadá. Casaram-se em 1887, em seu último ano no Knox College.

Quando ainda jovem, Jônatas Goforth adotou a seguinte expressão bíblica como lema da sua vida:
| “ | Não por força nem por violência, mas por meu espírito, diz o Senhor dos Exércitos. | ” |

E, sobre ele, um de seus companheiro do Konx College que o conhecia intimamente já havia escrito certa vez:
| “ | Antes de tudo, Jônathan Goforth era um ganhador de almas. Foi por essa razão que se tornou missionário para o estrangeiro; não havia outro interesse, outra atividade, outro ministério que o atraísse. Com o fogo do amor de Deus no coração, ele manifestava um entusiasmo irresistível e uma energia incansável. Nada podia impedir os esforços dinâmicos na obra, para a qual Deus o chamara. Era assim tanto aos setenta e sete anos como quando tinha cinqüenta e sete. Com a perda da vista durante os últimos três anos da sua vida, não diminuíram seus esforços - parece que aumentaram. | ” |

O começo de sua sua vida acadêmica não foi fácil, pois, inicialmente, era constantemente discriminado e ridicularizado por seus colegas de classe devido a sua origem pobre e seus trajes rotos e gastos que não condiziam com estilo requintado da cidade grande. Contudo, devido à sua indiscutível devoção a vida cristã, ganhou o respeito e a admiração de seus companheiros. Essa admiração foi tal que seu intento de tornar-se um missionário d’além mar, teve sucesso, em grande parte, devido ao apoio fundamental de seus colegas de classe do Konx College. Através de todo o suporte e apoio moral por eles fornecidos, começou a ler o livro escrito por Hudson Taylor: China's Spiritual Need and Claims, livro esse do qual encomendou muitas cópias enviando para muitos pastores que havia conhecido a fim de promover mais intensamente o trabalho missionário na China.
Os Goforths haviam sido enviados como pioneiros para o trabalho de missões ao Norte da Província Henan. Seu trabalho foi difícil e cinco dos seus onze filhos adoeceram vindo a falecer ainda durante a infância. A maioria devido ao surto endêmico de meningite que assolava esta região asiática.

## A missão na China e a Rebelião dos Boxers

Localização da Província Henan, na China

O começo das obras missionárias foi coincidente com um período muito trágico da China, que foi de 1898 a 1901. Como um movimento reacionário ao domínio de várias potências ocidentais sobre o comércio e sobre a soberania da China, uma espécie de sociedade secreta, chamada I Ho Ch’uan (“punhos justos” em chinês, ou Boxers, em inglês), cresceu de forma muito abrupta. Com apoio implícito da imperatriz da China, Cixi (Tseu-Hi) , estes atacavam estrangeiros, missionários e cristãos chineses, especialmente católicos, por acharem que estes eram partidários dos estrangeiros. Chegaram a ocupar a capital, Pequim, e a sitiar o setor das embaixadas. Milhares de pessoas foram mortas em várias regiões da China, incluindo aproximadamente 200 missionários com suas famílias, a maioria ingleses. O levante foi finalmente suprimido através da invasão de forças militares do Ocidente.
No ano de 1900, logo após sua outra filha, Florence, morrer de meningite, veio a insurreição dos Boxers. Nesse levante, muitas centenas de missionários foram brutalmente assassinados. Em função deste evento, os Goforths precisaram fugir as pressas de Changté - uma viagem de 1.500 quilômetros - Um tempo de intenso calor e enfermidades. Durante este atentado, o próprio Jonathan  sofreu vários golpes de espada. Um deles atingiu o osso do braço esquerdo, quando o ergueu na tentativa de proteger sua cabeça. Apesar do grosso capacete que usava, ficar quase inteiramente cortado em pedaços, conseguiu manter-se em pé até que recebeu um golpe que, por pouco, não lhe partiu o crânio. Dessa forma, sem poderem cuidar de seus ferimentos e com as roupas manchadas de sangue, o grupo enfrentava as multidões enfurecidas, quotidianamente, até alcançar o porto de Shanghai. A partir dali, a família embarcou novamente num navio, dessa vez retornando para o Canadá, onde ficaram, aproximadamente, pelo período de um ano.
Os Goforths sempre buscaram executar a política de se identificar com a cultura local. Valendo-se de estratégias incomuns de evangelismo, como o método da "casa aberta", no qual chineses que interessavam-se por seu estilo de vida poderiam fazer um passeio por sua casa,  os Goforth's realizavam a ministração do conteúdo evangelístico. Embora estratégias como essa gerassem muitas controvérsias e discordâncias com outros missionários graças a elas Jonathan conquistou a amizade de funcionários do governo, os quais tornaram-se simpatizantes de sua causa. Esses contatos foram de grande utilidade ao ajudarem os 14 (catorze) missionários canadenses e seus dependentes na fuga de Henan durante a Rebelião Boxer, a qual, após sua ocorrência, seguir-se-ia um grande crescimento da missão na China. Alguns anos depois, Goforth se recusaria a juntar-se à Igreja Unida do Canadá em 1925, começando uma missão na Manchúria.

## Retorno ao Canadá e o "Avivamento da Coreia"
Em 1900, os Goforths tiveram que procurar refúgio correndo por muitas milhas por toda China durante a Rebelião dos boxers. Jonathan foi atacado e ferido com uma espada, mas o casal sobreviveu e escapou com segurança até uma das cidades portuárias. A comunidade cristã em Shinminfu havia sido grandemente perseguida durante essa rebelião. Cinqüenta e quatro pessoas foram martirizadas.
Os Goforths retornaram ao Canadá e lá ficaram por um ano. Após este período voltaram novamente à província Henan em 1901, e era notável que Jonathan Goforth sentia-se cada vez mais inquieto devido ao seu afastamento do trabalho missionário na China até que, por volta de 1904 e 1905, sentiu-se inspirado pelas notícias acerca do Grande Avivamento de Gales e, posteriormente, após ler a obra de Charles Finney e seus "Ensinamentos sobre Reavivamento". Em 1907, as circunstâncias o levaram a testemunhar e participar ativamente, em primeira mão, do agitado avivamento coreano ("Quando o Fogo do Espírito Varreu a Coreia"). Tal evento os inspirou mais ainda em relação aos seus intentos para com a China.
Segundo o testunho dos próprios Goforth's, uma das características que marcaram o início da igreja coreana, foi o hábito que os membros possuíam de se reunirem para orar todos os dias pela manhã. Esses cristãos criam que, devido a esta prática, finalmente, em 1906, irrompeu-se o chamado avivamento coreano. Eles reuniam-se na Igreja Presbiteriana de Pyongyang, que hoje é a capital da Coreia do Norte. Segundo a fé deste grupo, enquanto oravam, o Espírito Santo teria descido sobre eles e, dessa forma, teriam se posto a confessar seus pecados sendo que, a esse avivamento, teria se seguido um grande número de conversões.
Segundo os relatos do livro "Koreas Beter" (Orações da Coreia), o avivamento da Coreia teria ocorrido após todos os cristãos estarem reunidos em orações diárias em Pyongyang desde a Páscoa até a manifestação do que foi, por eles, chamado de "Pentecostes", em 1906. No início, os períodos de oração eram de 1 a 2 horas, depois 5 a 7 horas e até oito horas diárias. O avivamento coreano teria ocorrido e perdurado durante muitos anos tendo como marca o contínuo hábito de oração do grupo e, segundo suas crenças, esta prática é que teria possibilitado o referido avivamento.

## O  "Renascimento da Manchúria"
Em 1901 Jônathan retornou a China com conceitos nada positivos em relação a posição da igreja cristã do ocidente. Ele havia se ressentido muito com o comodismo desses cristãos em relação ao trabalho de missões na China, haja vista o escasso apoio e pouco ânimo encontrado nos mesmo com relação a este serviço. O próprio Goforth chegou, inclusive, a referir-se a este tipo de prática como um cristianismo morto.
Como ele havia retornado à China pela Manchúria, as congregações locais, no início de 1908, o convidaram a regressar. Durante essa visita prolongada ocorreu algo nunca dantes ocorrido: O chamado "Renascimento da Manchúria". Esse foi o primeiro reavivamento a ganhar repercussão nacional por toda China, bem como  também reputação internacional. O reavivamento transformou a vida e o ministério dos Goforths; A partir de então eles tornaram-se, sobretudo, evangelistas e reavivalistas e não apenas missionários localmente estabelecidos.
No encerramento da grande Conferência de Edinburgo sobre Missões, em 1910, Jonathan Goforth expressou sua desilusão com os movimentos de missões por geralmente falharem em perseverarem na prioridade de orações contínuas pela evangelização mundial afirmando:
| “ | Ouvindo aos discursos desses dias só pode chegar a conclusão de que entregar o Evangelho para a humanidade perdida é nada mais do que uma questão de melhor organização, melhores equipamentos, mais homens e mulheres. Sintomas porém não faltam, na verdade, de que poucas faíscas provocaram uma explosão. Mas não, o “destronamento” do ídolo da auto-suficiência eclesiástica foi aparentemente um preço grande demais para pagar... Nós ainda recusamos a encarar a imutável verdade de que não é pela força nem pela violência, mas PELO MEU ESPÍRITO | ” |

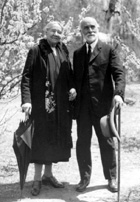
Jonathan e Rosalind em seus últimos anos de ministério

Jonathan tornou-se, nessa época, um dos mais conhecidos missionários da China, admirado por muitos, contudo também incisivamente criticado por outros que o acusavam de realizar seu trabalho evangelístico com demasiados apelos para o lado emocional de seus ouvintes. Acusavam-no, assim, de ser um “emocionalista”. Possivelmente, em função dessas críticas, quando Jonathan Goforth planejou lançar seu novo trabalho na Província Setentrional da China, em Henan, Hudson Taylor escreveu-lhe: "Irmão, se você quiser conquistar essa Província, deve ir primeiro de joelhos".
As desfundamentação de tais críticas revelavam-se a medida em que o tempo passava e, diferente de qualquer "emocionalismo", as atitudes dos Goforths demonstravam real apego com seus ideais, bem como com o inflamado desejo de evangelismo para com os cidadãos chineses que não professavam a fé cristã, pois não mediam esforços para realizar seu trabalho a despeito das muitas adversidades que enfrentavam. No princípio, não havia nenhum evangelista nativo para auxliar os Goforth's. Sua esposa Rosalind, no começo dos trabalhos, tinha ainda três filhos pequenos para cuidar, sem qualquer auxílio de babás ou empregadas domésticas, e sem uma assistente nativa para ensinar o conteúdo bíblico ao povo. E, quando se encontrava demasiadamente exausta para falar às mulheres que enchiam todo o pátio, Jonathan a auxiliava, embora, também, bastante cansado. Contudo a demanda crescia continuamente de forma impressionante.
O crescimento se tornou tão progressivo que, na década seguinte, Jonathan conduziria reuniões de avivamento por toda a China pregando, muitas vezes, durante mais de oito horas por dia para multidões de até 25.000 pessoas. Desde cedo até o escurecer, às vezes por nove ou dez horas por dia, a tensão de receber e pregar para essas multidões continuava. Jonathan tinha que supervisionar os trabalhadores, comprar materiais para construção e atender às centenas de coisas necessárias para estabelecer o posto missionário. Além de tudo isso, ainda tinha que receber e pregar às multidões que vinham. Esse serviço durou mais de oito anos consecutivos quando, por fim, devido aos seus delicados estados de saúde, ambos, Jonathan e Rosalind, se viram obrigados a deixar o trabalho nas mãos dos obreiros locais e retornar ao Canadá.
Quando, alguns anos depois, os missionários novatos lhe perguntaram o segredo do fruto extraordinário do seu ministério, ele respondeu:
| “ | Deixo Deus falar às almas dos ouvintes por intermédio da sua própria Palavra. Meu único segredo para tocar no coração dos mais vis pecadores é mostrar-lhes a sua necessidade e pregar-lhes o Salvador poderoso para os salvar... Esse era o segredo de Lutero, era o segredo de Jhon Wesley e ninguém se aproveitou mais dele do que D. L. Moody | ” |

Para realizar o serviço ministerial, Jonathan estudava quotidiana e veemente a Bíblia com muita disciplina, analisando-a diariamente. Ao invés de falar contra as divindades da cultura chinesa, ele dava ênfase a pregação do ponto central da mensagem Novo Testamento: O sacrifício de Cristo. Isso, de alguma forma, atraía os nativos para o interessa na fé cristã.
Apesar do inquestionável sucesso e progressividade da missão ao longo dos anos que viveram na China, tanto em sua primeira como em sua segunda passagem por ela, esses missionários não escaparam de grandes tribulações. Não muito depois de chegarem à China, um incêndio destruiu todas as suas possessões terrestres. O calor do verão era tão intenso que sua primogênita, Gertrude, faleceu e foi necessário levar o cadáver a uma distância de 75 quilômetros a um lugar onde se permitia enterrar os estrangeiros. Quando faleceu seu outro filho, Donald, foi necessário fazer novamente a mesma longa viagem de 75 quilômetros com os restos mortais da criança. Depois de passarem doze anos na China, novamente perderam tudo quanto tinham em casa, quando as águas de uma enchente subiram à altura de dois metros dentro da casa. Durante muitos anos a mortandade e o sofrimento acompanharam esta família antes que sua realização e intentos para a China se concretizassem.

## Últimos anos de seu Ministério
Em 1925, ele decidiu permanecer com a Igreja Presbiteriana no Canadá, e foi nomeado com cargo de missionário adjunto da Igreja Unida do Canadá. Ele e Rosalind, a despeito de sua idade e delicado estado de saúde, foram então enviados pela Igreja Cristã Presbiteriana para iniciar o trabalho na Manchúria, onde permaneceram até que Jonathan começaou a perder a visão em 1933. Eles permaneceram ativos durante a década de 1930, especialmente na Manchúria; Em 1931 os Goforths colaboraram com o "Milagre Vivo da China". Após a morte de Jonathan, em Toronto, Rosalind, uma hábil escritora que já havia feito sua primeira publicação em 1920, escreveu o popular livro Goforth of China. (1937, livro que teve várias reimpressões), e sua autobiografia, Climbing: Memories of a Missionary's Wife (1940)

Seus últimos anos no Canadá foram passados contando suas histórias para muitas congregações. Ele morreu na mansão de seu filho em Wallaceburg, Ontário, após ter pregado na noite anterior nas proximidades de  Wyoming, Ontário. O funeral realizou-se na Igreja Presbiteriana de Knox, em Toronto Está enterrado no Cemitério de Mount Pleasant na mesma cidade. Dentre as citações mais famosas de Jonathan Goforth estava a seguinte frase :
| “ | Eu amo aqueles que trovejam a Palavra. O mundo cristão está num sono profundo. Nada, exceto uma estrondosa voz, pode acordá-los desse sono | ” |